# Вивільга чорноголова
Вивільга чорноголова (Oriolus chinensis) — вид співочих птахів родини вивільгових (Oriolidae).

## Поширення
Птах поширений в Східній та Південно-Східній Азії: розмножується в Китаї, Тайвані, Кореї, Далекому Сході Росії, на півночі В'єтнаму, на Філіппінах та в Індонезії. Північні популяції на зимівлю мігрують в Індокитай, Індонезію, на Філіппіни, в Індію. Штучно розведений та добре призвичаївся птах у Сінгапурі, де живе круглорічно. Природним середовищем існування цього виду є прибережні ліси та мангрові зарості, але він також пристосувався до антропогенного середовища, такого як сільськогосподарські райони, парки та сади.

## Опис
Птах завдовжки 24-26 см. Самці мають яскраво-жовте (золотисте) оперення з чорними крилами, хвостом та широкою смугою, що проходить від основи дзьоба через очі до потилиці. Самиці тьмяніше забарвленні — мають зеленкувато-жовті та сірі кольори. Дзьоб великий, конусоподібний, червоного кольору.

## Підвиди

Деякі підвиди вивільги чорноголової

- O. c. diffusus Sharpe, 1877: гніздиться на крайньому південному сході Росії, в Кореї, у східній половині Китаю (включаючи острів Хайнань), на Тайвані, на південному заході М'янми та півночі Лаосу; зимує в Індії, Бангладеш, М'янмі, Таїланді та на півдні Індокитаю.
- O. c. andamanensis Beavan, 1867: Андаманські острови.
- O. c. macrourus Blyth, 1846: Нікобарські острови
- O. c. maculatus Vieillot, 1817: трапляється на Малайському півострові, Суматрі, Белітунзі, острові Банка, Ніасі, Яві, Балі та Борнео.
- O. c. mundus Richmond, 1903: о. Сімелуе та о. Ніас.
- O. c. sipora Chasen & Kloss, 1926: острів Сіпора (біля західної Суматри)
- O. c. richmondi Oberholser, 1912: о. Сіберут тв о. Пагі (біля західної Суматри)
- O. c. lamprochryseus Oberholser, 1917: острови Масалембу і Кераміанські острови (Яванське море)
- O. c. insularis Vorderman, 1893: острови Сапуді, о. Раас і Кангеанські острови (біля східного узбережжя Яви).
- O. c. melanisticus Meyer, AB & Wiglesworth, 1894: острови Талауд (на сході Індонезії).
- O. c. sangirensis Meyer, AB & Wiglesworth, 1898: острови Сангіхе (на північний схід від Сулавесі)
- O. c. formosus Cabanis, 1872: острови Сіау, Тагуланданг, Руанг, Біаро та Маю (на північний схід від Сулавесі)
- O. c. celebensis (Walden, 1872): Сулавесі та сусідні острови.
- O. c. frontalis Wallace, 1863: острови Банггай і Сула (східніше Сулавесі).
- O. c. stresemanni Neumann, 1939: о. Пеленг (східніше Сулавесі).
- O. c. boneratensis Meyer, AB & Wiglesworth, 1896: острови Бонерат, Джампея і Калао (Селаярські острови)
- O. c. broderipi Bonaparte, 1850: о. Ломбок, Сумба, Сумбава, Флорес та Алор (Малі Зондські острови)
- O. c. chinensis Linnaeus, 1766: о. Палаван, Лусон, Міндоро та інші дрібніші острови (захід та північ Філіппін)
- O. c. yamamurae Kuroda Sr, 1927: Вісайські острови, Мінданао і Басілан (Філіппіни).
- O. c. suluensis Sharpe, 1877: Сулу (Філіппіни).